# 狩留家站
狩留家站（日语：／ Karuga eki */?）是位於廣島縣廣島市安佐北區狩留家町2345番，屬於西日本旅客鐵道（JR西日本）的藝備線車站。
本站是藝備線內廣島城市網絡區域中最北邊的車站。多班列車會在此站折返往廣島方向。本站可使用ICOCA等IC卡，但是鄰站起往三次方向的車站不可使用IC卡。

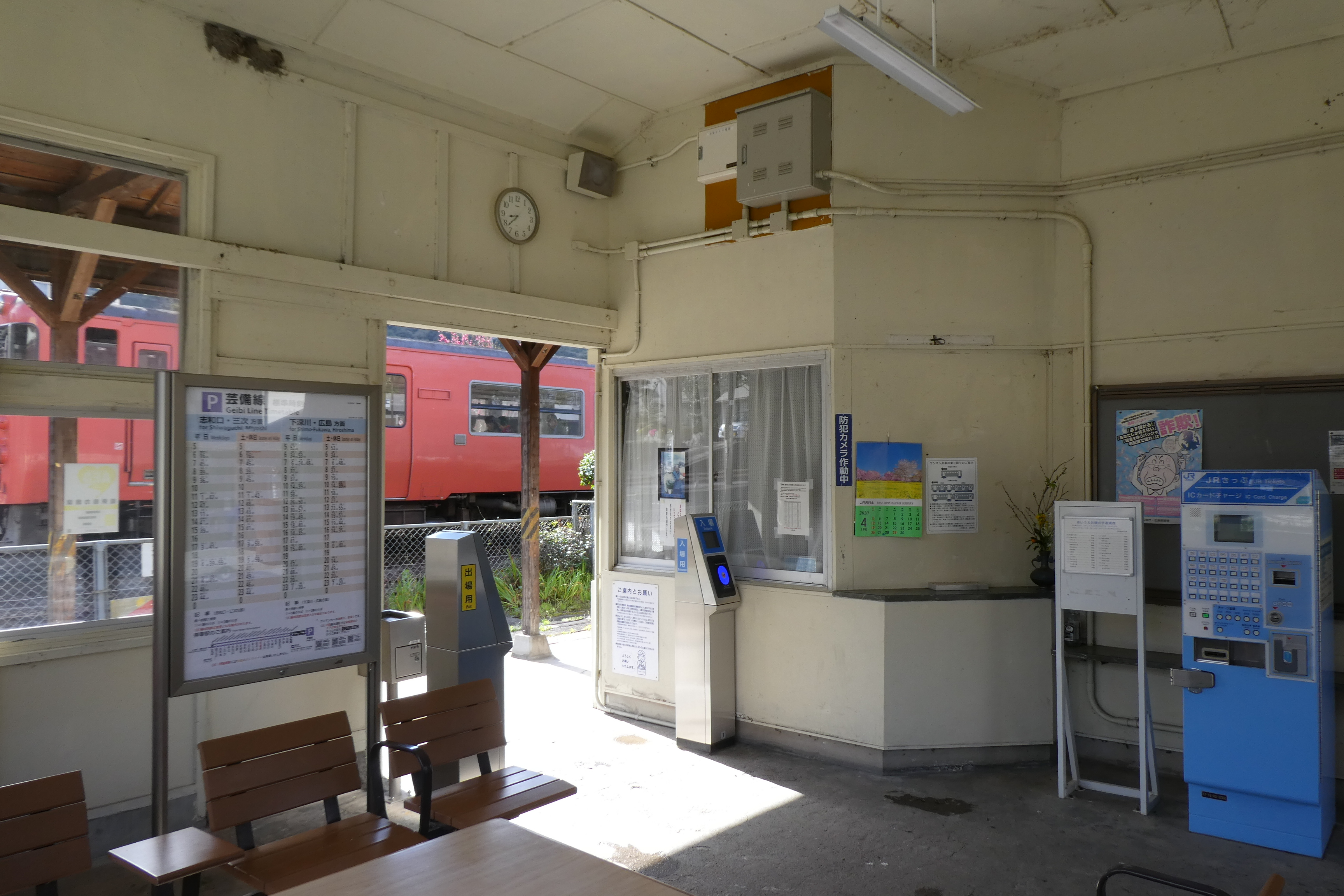
驗票口(2020年4月)

## 歷史

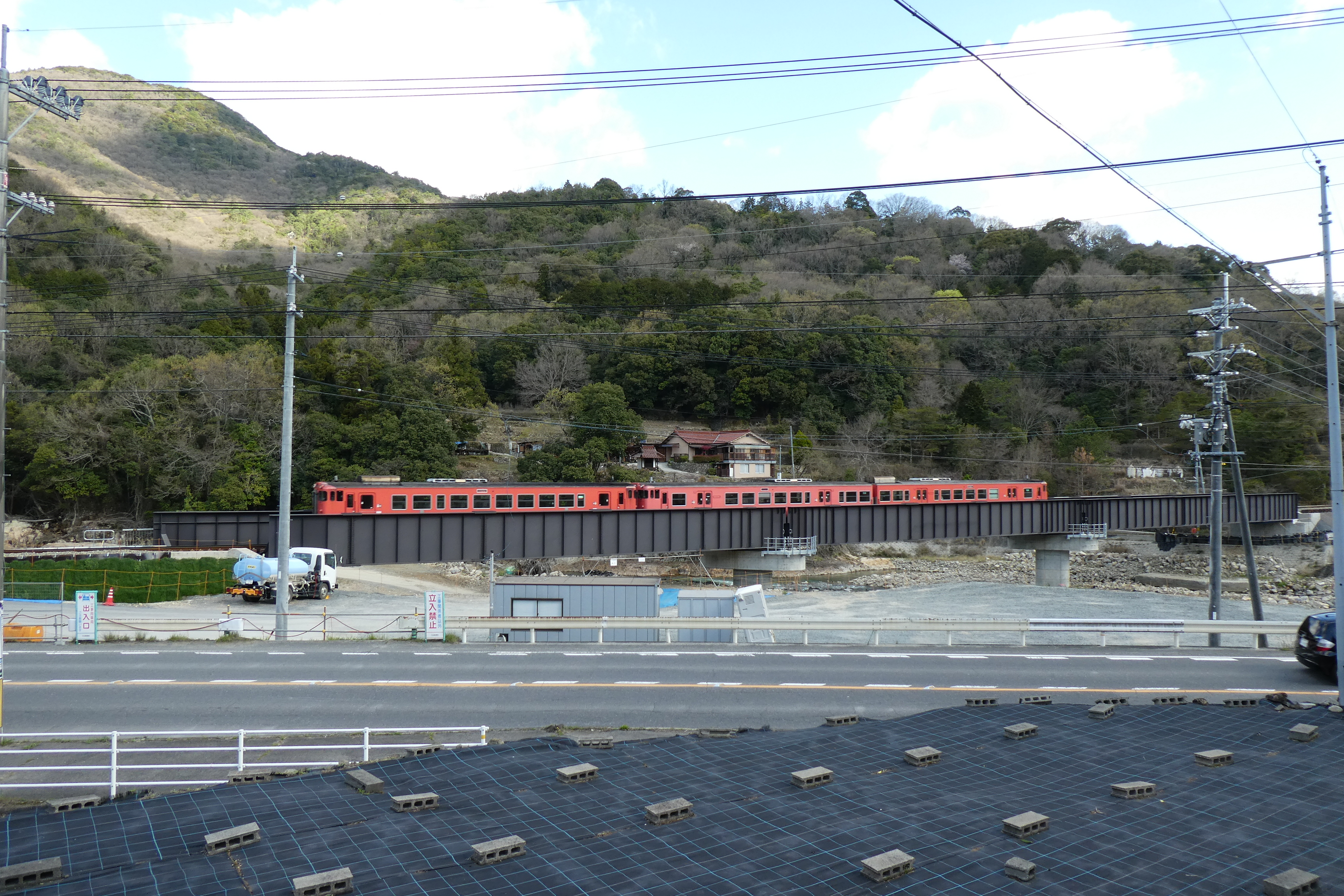
修復完成的第1三篠川橋（2020年4月）

- 1915年（大正4年）4月28日 - 藝備鐵道（日语：芸備鉄道）東廣島站（第一代，不是現時山陽新幹線車站）至志和地站開業，此站啟用。
- 1937年（昭和12年）7月1日 - 藝備鐵道被國有化，備中神代站至廣島站之間成為藝備線。此站成為藝備線車站。
- 1983年（昭和58年）3月8日 - 成為無人車站（簡易委託）。
- 1987年（昭和62年）4月1日 - 伴隨國鐵分割民營化，車站由西日本旅客鐵道（JR西日本）營運。
- 2007年（平成19年）
  - 4月1日 - 中止簡易委託。
  - 7月1日 - 實施時間表修正，此站成為快速通過站。
  - 8月 - 設置供ICOCA使用的IC卡專用機。
  - 9月1日 - 此站可以使用IC卡「ICOCA」。
- 2018年（平成30年）
  - 7月7日 - 白木山站至此站之間，越過三篠川的鐵路橋由於發生豪雨，使橋腳被沖毀。前往三次站一方的路軌不能通行[1][2]。此外，藝備線內設有數處發生山泥傾瀉，藝備線全線不能通行。
  - 7月23日 - 廣島站至下深川站之間重開。
  - 8月25日 - 下深川駅至此站之間重開[3]。
- 2019年（令和元年）10月23日 - 第1三篠川橋修復工程完成，此站至中三田站之間重開，藝備線全線重開[4][5]。

## 車站構造
本站是地面車站，設有1面2線的島式月台，可進行列車交會。站房與月台之間設有站內平交道連接。站房位於路線西邊，是於1953年竣工的木造瓦頂古風建築物。
此站是由廣島站管理的無人車站。站內設有自動售票機。此站曾為簡易委託車站，長久之內均可在站內售賣乘車票。隨著廣島地區引入ICOCA和自動閘機，此站也設置自動售票機，並在2007年4月1日完全成為無人車站。
本站在2007年（平成19年）夏季設置ICOCA閘機。由於此站為無人車站，因此沒有一般自動閘機，此站仿照北陸本線、湖西線、櫻井線相同類別車站設置直立式IC專用閘機（上深川站和中深川站也是同樣）。另外，此站位於JR特定都區市內制度中，「廣島市內」的車站。2018年3月5日，廁所從男女共用旱線變為男女分開的濕廁。

### 月台
| 月台 | 路線   | 上下行 | 方向             |
| ---- | ------ | ------ | ---------------- |
| 1、2 | 藝備線 | 上行   | 志和口、三次方向 |
| 1、2 | 藝備線 | 下行   | 廣島方向         |

- 基本上，志和口、三次方向的列車會使用1號月台。廣島方向的列車會使用2號月台。在信號設備上，兩月台可從兩方向進站和向兩方向出發。因此會有列車逆向出發。在2011年3月12日修正中，設有行走於此站至三次站之間的區間列車，在2017年3月4日修正起取消該區間列車。

## 車站周邊
- 狩留家郵局
- 廣島市立狩小川小學
- 中山
- 鍋土峠

## 使用狀況
根據「廣島市統計書」和「廣島市勢要覧」，以下為使用人次。
| 年度               | 1日平均 乘車人次 | 1年總 乘車人次 | 定期票 人次 | 普通票 人次 |
| ------------------ | ---------------- | -------------- | ----------- | ----------- |
| 1968年（昭和43年） | 425.1            | 310,320        | 265,836     | 44,484      |
| 1969年（昭和44年） | 419.3            | 306,079        | 262,168     | 43,911      |
| 1970年（昭和45年） | 404.7            | 295,398        | 245,012     | 50,386      |
| 1971年（昭和46年） | 389.6            | 285,158        | 235,288     | 49,870      |
| 1972年（昭和47年） | 386.1            | 281,826        | 233,444     | 48,382      |
| 1973年（昭和48年） | 392.3            | 286,363        | 227,762     | 58,601      |
| 1974年（昭和49年） | 417.2            | 304,572        | 244,106     | 60,466      |
| 1975年（昭和50年） | 361.5            | 264,631        | 201,178     | 63,453      |
| 1976年（昭和51年） | 347.0            | 253,313        | 198,330     | 54,983      |
| 1977年（昭和52年） | 311.8            | 227,645        | 182,634     | 45,011      |
| 1978年（昭和53年） | 304.4            | 222,194        | 161,556     | 60,638      |

| 年度                | 1日平均 乘車人次 |
| ------------------- | ---------------- |
| 1979年（昭和54年）  | 271              |
| 1980年（昭和55年）  | 256              |
| 1981年（昭和56年）  | 254              |
| 1982年（昭和57年）  | 260              |
| 1983年（昭和58年）  | 242              |
| 1984年（昭和59年）  | 254              |
| 1985年（昭和60年）  | 238              |
| 1986年（昭和61年）  | 219              |
| 1987年（昭和62年）  | 228              |
| 1988年（昭和63年）  | 234              |
| 1989年（平成 元年） | 230              |
| 1990年（平成02年）  | 232              |
| 1991年（平成03年）  | 222              |
| 1992年（平成04年）  | 232              |
| 1993年（平成05年）  | 223              |
| 1994年（平成06年）  | 221              |
| 1995年（平成07年）  | 212              |
| 1996年（平成08年）  | 218              |
| 1997年（平成09年）  | 224              |
| 1998年（平成10年）  | 228              |
| 1999年（平成11年）  | 230              |
| 2000年（平成12年）  | 226              |
| 2001年（平成13年）  | 215              |
| 2002年（平成14年）  | 220              |
| 2003年（平成15年）  | 238              |
| 2004年（平成16年）  | 247              |
| 2005年（平成17年）  | 246              |
| 2006年（平成18年）  | 248              |
| 2007年（平成19年）  | 253              |
| 2008年（平成20年）  | 246              |
| 2009年（平成21年）  | 234              |
| 2010年（平成22年）  | 220              |
| 2011年（平成23年）  | 228              |
| 2012年（平成24年）  | 203              |
| 2013年（平成25年）  | 205              |
| 2014年（平成26年）  | 210              |
| 2015年（平成27年）  | 210              |
| 2016年（平成28年）  | 201              |
| 2017年（平成29年）  | 185              |
| 2018年（平成30年）  | 200              |

乘車人次圖表

## 相鄰車站
西日本旅客鐵道（JR西日本）
 藝備線
■快速「三次快車」
通過
■普通
白木山－狩留家（JR-P09）－上深川（JR-P08）

## 注腳
1. ↑  . 産経WEST. 2018-07-07. （原始内容存档于2018-07-07） （日语）.
2. ↑   (PDF). 国土交通省. 2018-07-08  [2018-07-08]. （原始内容存档 (PDF)于2021-01-01） （日语）.
3. ↑   (新闻稿). 西日本旅客鉄道.   [2018-08-25]. （原始内容存档于2018-08-25） （日语）.
4. ↑   (新闻稿). 西日本旅客鉄道. 2019-09-06  [2019-09-09]. （原始内容存档于2020-09-26） （日语）.
5. ↑  . NHK NEWS WEB (日本放送協会). 2019-10-23  [2019-10-27]. （原始内容存档于2019-10-28） （日语）.

## 外部連結
- 狩留家｜車站資訊：JR出門網 - 西日本旅客鐵道（日語）